# Spaniocentra clavata
Spaniocentra clavata là một loài bướm đêm trong họ Geometridae.